# 8441-es mellékút (Magyarország)
A 8441-as számú mellékút egy nagyjából 5 kilométer hosszú, négy számjegyű országos közút Vas vármegyében, a Kemeneshát térségében; a Rába, illetve a Csörnöc-Herpenyő-patak széles völgyének két oldalát köti össze.

## Nyomvonala
Sótony központjában ágazik ki a 8439-es útból, annak 12+350-es kilométerszelvénye közelében, észak felé. Első szakasza a Táncsics Mihály utca, majd a folytatása a Petőfi Sándor utca nevet viseli, a falu északi széléig, amit bő fél kilométer után ér el. Onnan még csaknem egy kilométeren át északi irányba húzódik, utána azonban nyugatnak fordul, a továbbiakban azt az irányt követi. Nem sokkal a 2. kilométere után a Csörnöc-Herpenyő mesterséges mederben húzódó vízfolyását keresztezi, majd nagyjából a 2+750-es kilométerszelvényénél átszeli az előbbi patak eredeti, mára nagyjából kiszáradt medrét is; onnantól Ikervár határai között folytatódik.
A 4. kilométerénél áthalad a Rába egy ugyancsak mesterséges mederben vezetett ága felett; a túlsó parton kiágazik belőle kelet-északkelet felé egy önkormányzati út, az Ikervári vízerőmű felé, 4,6 kilométer után pedig a folyó eredeti, természetközelibb medrét is keresztezi. Ez utóbbi folyóág túlpartját elérve már szinte azonnal belterületen folytatódik, Gróf Batthyány Lajos utca néven; így ér véget, beletorkollva a 8701-es útba, annak 22+250-es kilométerszelvénye közelében.
Teljes hossza, az országos közutak térképes nyilvántartását szolgáló kira.gov.hu adatbázisa szerint 4,975 kilométer.

## Települések az út mentén
- Sótony
- Ikervár